# サム・ガルバルスキ
サム・ガルバルスキ（Sam Garbarski、1948年2月13日 - ）は、ミュンヘン近郊のプラネッグに生まれた、ベルギーの映画監督。
2007年の映画『やわらかい手 (Irina Palm)』で第53回ダヴィッド・ディ・ドナテッロ賞において最優秀ヨーロッパ映画賞を受賞した。その後、谷口ジローの漫画『遥かな町へ (A Distant Neighborhood)』を原作とする2010年制作の同名のファンタジー映画『遥かな町へ (A Distant Neighborhood)』を監督した。この作品の脚本は、ガルバルスキが、ジェローム・トネールとフィリップ・ブラスバントとともに共同執筆した。この作品は、マグリット賞の最優秀監督賞候補にノミネートされた。
彼の2017年の映画『Bye Bye Germany』は批評家たちから高い評価を得た。
彼は、女優タニア・ガルバルスキの父親である。